# San Ildefonso, Spanien
San Ildefonso är en kommunhuvudort i Spanien. Den ligger i provinsen Provincia de Segovia och regionen Kastilien och Leon, i den centrala delen av landet, 60 km norr om huvudstaden Madrid. San Ildefonso ligger 1 166 meter över havet och antalet invånare är 5 426.
Terrängen runt San Ildefonso är varierad. Runt San Ildefonso är det glesbefolkat, med 13 invånare per kvadratkilometer. Närmaste större samhälle är Segovia, 10,7 km nordväst om San Ildefonso. I omgivningarna runt San Ildefonso växer i huvudsak barrskog.